# Villard (Minnesota)
Villard – miasto w Stanach Zjednoczonych, w stanie Minnesota, w hrabstwie Pope.